# Meia Ponte
Meia Ponte is een van de 18 microregio's van de Braziliaanse deelstaat Goiás. Zij ligt in de mesoregio Sul Goiano en grenst aan de deelstaat Minas Gerais in het zuiden, de microregio's Catalão in het oosten en Pires do Rio in het noordoosten, de mesoregio Centro Goiano in het noorden en de microregio's Vale do Rio dos Bois in het noordwesten en westen en Sudoeste de Goiás en Quirinópolis in het zuidwesten. De microregio heeft een oppervlakte van ca. 21.166 km². Midden 2004 werd het inwoneraantal geschat op 338.730.
21 gemeenten behoren tot deze microregio:
| - Água Limpa - Aloândia - Bom Jesus de Goiás - Buriti Alegre - Cachoeira Dourada - Caldas Novas - Cromínia - Goiatuba - Inaciolândia - Itumbiara - Joviânia | - Mairipotaba - Marzagão - Morrinhos - Panamá - Piracanjuba - Pontalina - Porteirão - Professor Jamil - Rio Quente - Vicentinópolis |

Mesoregio's: Centro Goiano · Leste Goiano · Noroeste Goiano · Norte Goiano · Sul Goiano

Microregio's: Anápolis · Anicuns · Aragarças · Catalão · Ceres · Chapada dos Veadeiros · Entorno de Brasília · Goiânia · Iporá · Meia Ponte · Pires do Rio · Porangatu · Quirinópolis · Rio Vermelho · São Miguel do Araguaia · Sudoeste de Goiás · Vale do Rio dos Bois · Vão do Paranã